# Trang viên ở Miłonice
Dwór (ngôi nhà trang viên) ở Miłonice, Ba Lan, được xây dựng vào khoảng năm 1750-1760. Nó thuộc về Stanisław Szypowski, người sở hữu 239 hecta đất. Sau Thế chiến II, khu vực của các chủ sở hữu đã được giải quyết bằng "quyền sở hữu đất đai". Ngày nay, nó thuộc sở hữu của văn phòng thành phố tại Krośniewice.

## Tòa nhà
Tòa nhà đã được cải tạo nhiều lần và vẫn có những đặc điểm của phong cách Baroque muộn. Đây là một tòa nhà ở tầng trệt với một tầng hầm và gác mái. Tòa nhà gỗ và cây có cấu trúc gỗ và đứng trên nền làm bằng đá và gạch. Dinh thự được xây dựng trên một mặt bằng hình chữ nhật, với tiền sảnh phía trước và các cột chống hồi hình tam giác ở cao độ phía trước và một nhà gạch mới hơn từ phía tây. Có những tầng thượng ở hai đầu với những cột chống thanh mảnh, hình tam giác ở cả phía trước và phía sau của tòa nhà. Nó có một bố trí nội thất hai gian nhà với tiền sảnh và một buồng nằm trên trục. Ngoài ra còn có một phòng lớn phục vụ như một phòng ăn trong quá khứ, liền kề với phía tây của tiền sảnh. Các phòng nằm trên các cạnh của hình chữ nhật gồm ba gian nhà. Mái hông, trước đây bị bong ra, bây giờ được phủ tấm.

## Sự thật thú vị
Biệt thự ở Miłonice nằm trong phần còn lại của công viên cảnh quan và - chắc chắn - là một trong khu vực gỗ theo phong cách Baroque muộn đẹp nhất ở Ba Lan.